# Landesvermessungsamt

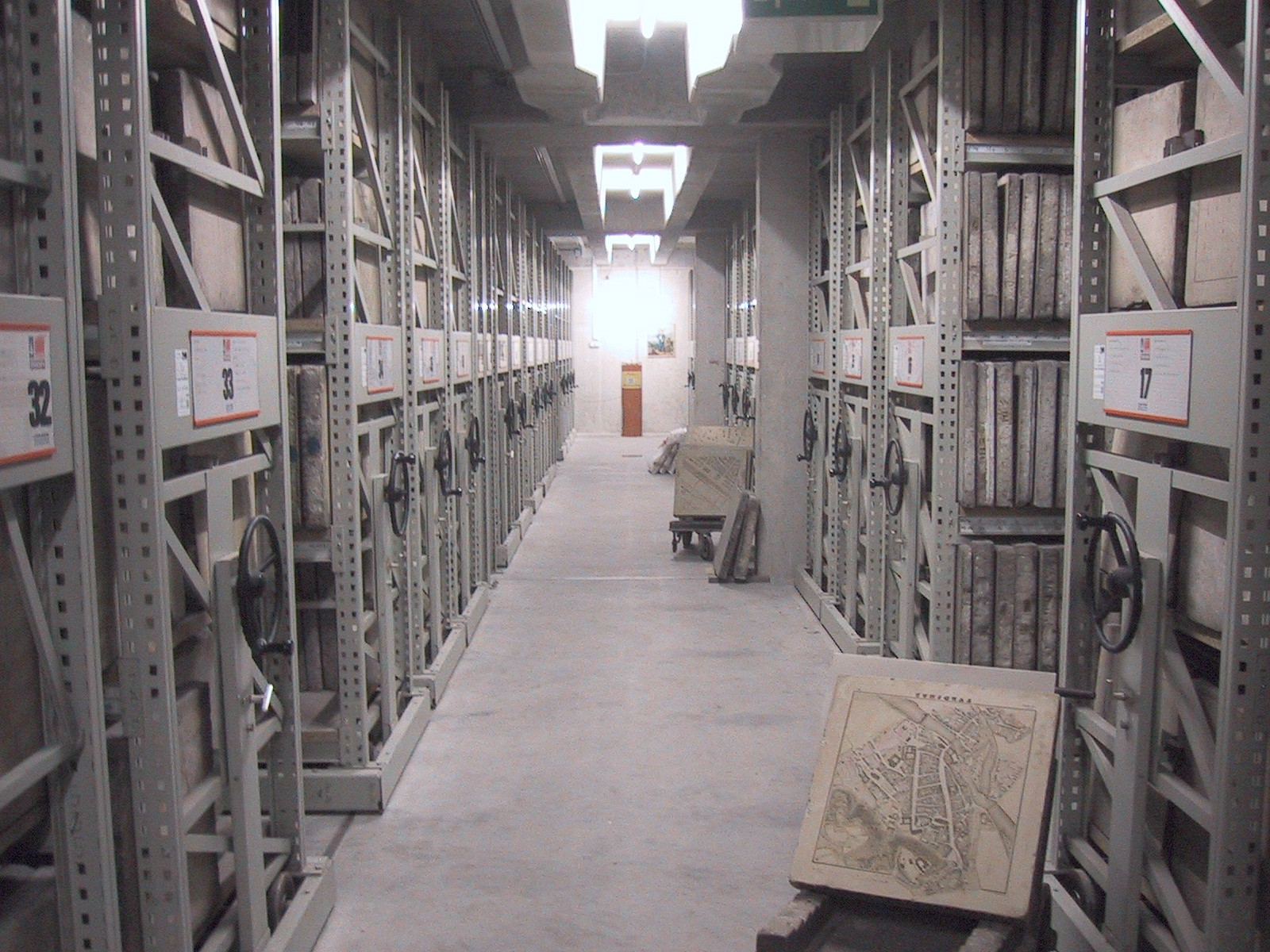
Archiv mit Lithografieplatten im Landesamt für Digitalisierung, Breitband und Vermessung Bayern in München

Landesvermessungsamt (LVermA) ist bis Ende der 1990er Jahre die einheitliche Bezeichnung für eine Landesbehörde, die für die öffentlichen Aufgaben des amtlichen Vermessungswesens, insbesondere der Landesvermessung und des Liegenschaftskatasters, in einem Bundesland der Bundesrepublik Deutschland zuständig ist. Mit dem Aufkommen neuer digitaler Medien und als Folge eines veränderten Aufgabenverständnisses, zum Teil aber auch durch die Überführung vom Behördenstatus in die Organisationsform Landesbetrieb, haben die Länder neue Bezeichnungen für die Institution eingeführt, z. B. „Landesvermessung und Geobasisinformation“ oder „Geoinformation und Vermessung“ mit einem auf die Organisationsform hinweisenden Zusatz.

## Allgemeines
Im Rahmen von Verwaltungsreformen wurden Landesvermessungsämter in den letzten Jahren mehrfach umstrukturiert. So ist das Landesvermessungsamt Mecklenburg-Vorpommern als „Amt für Geoinformation, Vermessung und Katasterwesen“ in das Landesamt für innere Verwaltung Mecklenburg-Vorpommern integriert worden. Nordrhein-Westfalen hat sein Landesvermessungsamt aufgelöst und zum 1. Januar 2008 der Bezirksregierung Köln als Abteilung mit der Bezeichnung „Geobasis NRW“ eingegliedert.
Weil im Grundgesetz für die Bundesrepublik Deutschland keine andere Regelung getroffen wurde, besitzen die Bundesländer die Gesetzgebungskompetenz für das amtliche Vermessungswesen. Dieses umfasst im Wesentlichen die Landesvermessung und das Liegenschaftskataster. Die hierfür zuständigen Institutionen sichern den geodätischen Raumbezug durch die Führung von Lage-, Höhen- und Schwerefestpunktfeldern und den Betrieb eines satellitengestützten Positionierungsdienstes (SAPOS), sie erfassen die Landschaft an der Erdoberfläche durch terrestrische und Fernerkundungsverfahren, sie dokumentieren die Ergebnisse in topographischen Informationssystemen (ATKIS) und stellen sie in topographischen Landeskarten dar. Die Ergebnisse der Landesvermessung, die auf aktuellem Stand gehalten werden, stehen für Anwendungen in Wirtschaft und Industrie, in der öffentlichen Verwaltung und in der Wissenschaft, aber auch zum Gebrauch durch private Nutzer, zur Verfügung.
Die Landesvermessungsämter gehören größtenteils den Geschäftsbereichen der Innenministerien an. Ausnahmen sind u. a. Bayern, wo die entsprechende Landesbehörde dem Finanzministerium zugeordnet ist. Im Saarland und in Bremen gehört sie zum Bereich des Umweltministeriums bzw. -Senators. In Baden-Württemberg ressortiert das Vermessungswesen beim Ministerium für Ernährung und Ländlichen Raum, während es in Hessen dem Wirtschaftsministerium untersteht.
Für Berlin, Bremen und Hamburg werden großräumige Aufgaben der Landesvermessung in Zusammenarbeit mit den benachbarten Flächenländern Brandenburg, Niedersachsen und Schleswig-Holstein wahrgenommen.
Die Länder haben mit dem Bund durch Verwaltungsabkommen vereinbart, dass topographische Karten und ATKIS-Daten im Maßstab 1:200 000 und in kleineren Maßstäben vom Bundesamt für Kartographie und Geodäsie (BKG; früherer Name: Institut für Angewandte Geodäsie (IfAG)) bearbeitet werden.
Mit dem Ziel, die Arbeiten der Länder auf dem Gebiet der Landesvermessung und des Liegenschaftskatasters abzustimmen und möglichst bundeseinheitliche Karten und Daten zu führen, haben sich die zuständigen obersten Landesbehörden zur Arbeitsgemeinschaft der Vermessungsverwaltungen der Länder der Bundesrepublik Deutschland (AdV) freiwillig zusammengeschlossen.
In den meisten Staaten Europas werden die Aufgaben der Landesvermessung durch eine zentrale Behörde einheitlich für das ganze Staatsgebiet wahrgenommen.

## Liste
| Bundesland             | Name | Organisationsform     | Bemerkung |
| ---------------------- | --- | --------------------- | --------- |
| Baden-Württemberg      | Landesamt für Geoinformation und Landentwicklung Baden-Württemberg (LGL)                                                          | Landesbetrieb         |           |
| Bayern                 | Landesamt für Digitalisierung, Breitband und Vermessung Bayern (LDBV)                                                             | Amt                   |           |
| Berlin                 | Senatsverwaltung für Stadtentwicklung Berlin, Abteilung III Geoinformation, Vermessung, Wertermittlung                            | oberste Landesbehörde |           |
| Brandenburg            | Landesvermessung und Geobasisinformation Brandenburg (LGB)                                                                        | Landesbetrieb         |           |
| Bremen                 | Landesamt GeoInformation Bremen                                                                                                   | Landesamt             |           |
| Hamburg                | Landesbetrieb Geoinformation und Vermessung (LGV)                                                                                 | Landesbetrieb         |           |
| Hessen                 | Hessisches Landesamt für Bodenmanagement und Geoinformation (HLBG)                                                                | Amt                   |           |
| Mecklenburg-Vorpommern | Landesamt für innere Verwaltung, Abteilung 3 Amt für Geoinformation, Vermessungs- und Katasterwesen                               | Landesoberbehörde     |           |
| Niedersachsen          | Landesamt für Geoinformation und Landesvermessung Niedersachsen, Geschäftsbereich Landesvermessung und Geobasisinformation (LGLN) | Landesbetrieb         |           |
| Nordrhein-Westfalen    | Bezirksregierung Köln, Abteilung 07 – Geobasis NRW                                                                                | Amt                   |           |
| Rheinland-Pfalz        | Landesamt für Vermessung und Geobasisinformation Rheinland-Pfalz (LVermGeo)                                                       | Landesoberbehörde     |           |
| Saarland               | Landesamt für Vermessung, Geoinformation und Landentwicklung                                                                      | Amt                   |           |
| Sachsen                | Staatsbetrieb Geobasisinformation und Vermessung Sachsen (GeoSN)                                                                  | Staatsbetrieb         |           |
| Sachsen-Anhalt         | Landesamt für Vermessung und Geoinformation Sachsen-Anhalt (LVermGeo)                                                             | Amt                   |           |
| Schleswig-Holstein     | Landesamt für Vermessung und Geoinformation Schleswig-Holstein                                                                    | Landesoberbehörde     |           |
| Thüringen              | Landesamt für Vermessung und Geoinformation (TLVermGeo)                                                                           | Amt                   |           |